# Pasni
Pasni (urdu: پسنى‬) – miasto w Pakistanie, w prowincji Beludżystan. W 2017 roku liczyło 34 524 mieszkańców.